# علي أشرف درويشيان
علي أشرف دَرْويشيان (25 أغسطس 1941 - 26 أكتوبر 2017) روائي وكاتب قصة قصيرة إيراني. كان ينشر بعض كتاباته قبل الثورة 1979 باسم المستعار لطيف تَلخِستاني وسجن عدة مرات قبل الثورة وبعدها بسبب نشاطاته السياسية. اهتم في قصصه إلى الشعبية والواقعية كما اهتم بالدراسات النقدية والأدبية وساهم في أدب الأطفال.

## سيرته
ولد علي أشرف درويشيان في يوم 25 أغسطس 1941 في مدينة كرمانشاه في عائلة من الطبقة العاملة. وفي عام 1958 أكمل دورة تمهيدية لتعليم واشتغل بالتدريس في مدارس قرى محافظة كرمانشاه. بدأ في عام 1966 دراسة الأدب الفارسي في جامعة طهران وبعد الانتهاء من درجة البكالوريوس، واصل تعليمه على درجة الماجستير في علم النفس. اعتقل ثلاث مرات في عقد 1970 وسجن درويشيان في عام 1974 وظل في السجن حتى انتصار الثورة الإسلامية في 1979.

توفي في يوم 26 أكتوبر 2017 بسبب فشل الجهاز التنفسي في طهران.

## أعماله
- من هذه الولاية: مجموعة قصصية، 1973.
- مع أغاني والدي: مجموعة قصصية، 1974.
- آب-شوران: مجموعة قصصية، 1976.
- زنزانة 18: رواية، 1979.
- موسم الخبز: مجموعة قصصية، 1978.
- سنوات غائمة:‌ رواية، 1991.
- خشونة: مجموعة قصصية، 1994.
- الليلة حامل: مجموعة قصصية، 1998
- قصص ساخنة: جديدة مجموعة قصصية، 2005.